# Natuurpark Penyal d’Ifac

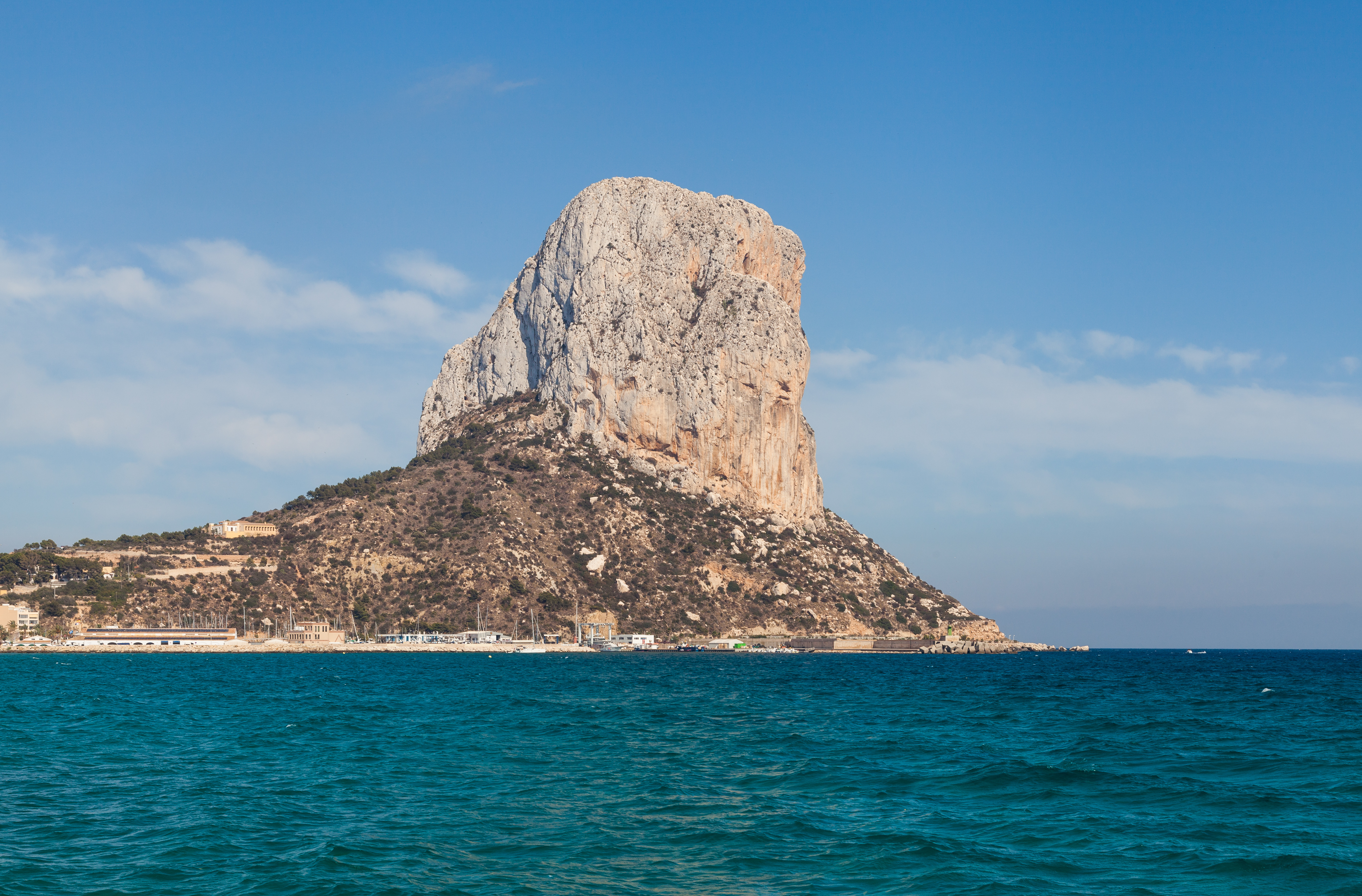

Het Natuurpark Penyal d'Ifach of Pénón de Ifach (Valenciaans: Parc Natural del Penyal d'Ifac/Spaans: Parque natural del Peñón de Ifach) is een natuurpark in de regio Valencia in Spanje. Het natuurpark werd opgericht in 1987 en is 53,3 hectare groot. Het natuurpark omvat de gelijknamige rotsformatie in Calpe.